# Interpolación lineal
La interpolación lineal es un caso particular de la interpolación general de Newton.
Con el polinomio de interpolación de Newton se logra aproximar un valor de la función f(x) en un valor desconocido de x. El caso particular, para que una interpolación sea lineal es en el que se utiliza un polinomio de interpolación de grado 1, que se ajusta a los valores en los puntos {\displaystyle x_{1}} y {\displaystyle x_{2}}. Se denota de la siguiente manera:
{\displaystyle f(x|x_{1};x_{2})=f(x_{1})+{\frac {f(x_{2})-f(x_{1})}{(x_{2}-x_{1})}}(x-x_{1})}

## Interpolación lineal de una variable independiente
En una tabla se representan algunos valores de la función, pero no todos. En ocasiones, nos interesa el valor de la función para un valor de la variable independiente distinto de los que figuran en la tabla; en este caso, podemos tomar el más próximo al buscado o aproximarnos un poco más por interpolación. La interpolación casi siempre nos dará un pequeño error respecto al valor de la función verdadero, pero siempre será menor que tomar el valor más próximo de los que figuran en la tabla. Veamos cómo se calcula al valor de la función para un valor de la variable independiente que se encuentre entre dos valores de la tabla por interpolación lineal.
Por la tabla sabemos que:
{\displaystyle y_{1}=f(x_{1})\,}
y 
{\displaystyle y_{2}=f(x_{2})\,}
Queremos, pues, saber:
{\displaystyle y=f(x)\,}
Siendo:
{\displaystyle x_{1}<x<x_{2}\,}
La interpolación lineal consiste en trazar una recta que pasa por (x1,y1) y (x2,y2), y = r(x) y calcular los valores intermedios según esta recta en lugar de la función y = f(x)
Para ello nos basamos en la semejanza de triángulos {\displaystyle {\widehat {BAD}}} y {\displaystyle {\widehat {CAE}}}
esto es:
{\displaystyle {\frac {\;{\overline {AC}}\;}{\overline {AB}}}={\frac {\;{\overline {CE}}\;}{\overline {BD}}}}
despejando, tenemos:
{\displaystyle {\overline {BD}}={\frac {\;{\overline {AB}}\;}{\overline {AC}}}\;{\overline {CE}}}
o lo que es lo mismo:
{\displaystyle (y-y_{1})={\frac {(x-x_{1})}{(x_{2}-x_{1})}}\;(y_{2}-y_{1})}
El valor buscado es:
{\displaystyle y}
esto es:
{\displaystyle y={\frac {(x-x_{1})}{(x_{2}-x_{1})}}\;(y_{2}-y_{1})+y_{1}}